# Visual FoxPro
Visual FoxPro (VFP) è un linguaggio di programmazione che integra la programmazione di tipo procedurale e quella orientata agli oggetti. È pubblicato da Microsoft per Windows.

## Storia
Il linguaggio deriva da FoxPro che è stato sviluppato da Fox Technologies agli inizi del 1984.
L'ultima versione di FoxPro (2.6) era compatibile con i sistemi operativi Mac OS, DOS, Windows e Unix.
Nel 1992 Fox Technologies è stata acquisita da Microsoft. Da allora il nome del linguaggio è diventato Visual FoxPro.
La prima versione di Visual FoxPro (3.0), supportava i sistemi operativi Mac e Windows. La versione attuale supporta solo i sistemi operativi Windows.
L'ultima versione pubblicata da Microsoft è Visual FoxPro 9.0 del 2004.
Nel marzo 2007 Microsoft ha annunciato la decisione di interrompere lo sviluppo di Visual FoxPro consentendo alla comunità di portarne avanti lo sviluppo successivo. Ha comunque fornito il supporto tecnico standard sino al 2010 e il supporto esteso sino al 2015.

## Esempi di codice
Il linguaggio FoxPro contiene comandi simili ad altri linguaggi di programmazione quali il Basic.
Alcuni esempi di comandi base:
```
FOR
 i = 1 to 10
    
x
 = x + 6.5

NEXT
  
&& Al posto di "NEXT" si può usare anche "ENDFOR"

IF
 i = 25
    
i
 = i + 1

ELSE

    
i
 = i + 3

ENDIF

x
 = 1

DO
 WHILE x < 50
    
x
 =  x + 1

ENDDO

x
 = 1

DO
 WHILE 
.T.

    
x
 = x + 1
    
IF
 x < 50
        
LOOP

    
ELSE

        
EXIT

    
ENDIF

ENDDO

nMonth
 = 
MONTH
(
DATE
())

DO
 CASE
    
CASE
 nMonth <= 3
        
MESSAGEBOX
(
"Q1"
)

    
CASE
 nMonth <= 6
        
MESSAGEBOX
(
"Q2"
)

    
CASE
 nMonth <= 9
        
MESSAGEBOX
(
"Q3"
)

    
OTHERWISE

        
MESSAGEBOX
(
"Q4"
)

ENDCASE

FOR
 EACH o
Control
 IN 
THISFORM
.Controls

    
MESSAGEBOX
(o
Control
.Name
)

ENDFOR

f
 = Factorial(10)

FUNCTION
 Factorial(n)

LOCAL
 i, r

    
r
 = 1
    
FOR
 i = n TO 1 STEP -1
        
r
 = r * i
    
NEXT
  
&& Anche qui si può usare "ENDFOR" al posto di "NEXT"

    
RETURN
 r

ENDFUNC

```

Esempi Hello World:
```
 
* Stampa alla locazione corrente

 ? 
"Hello World"

 
* Stampa in una specifica locazione

 @ 1,1 SAY 
"Hello World"

 
* Stampa in una finestra differente

 
WAIT
 WINDOW 
"Hello World"

 
* Stampa in un dialog box standard, cancellato all'OK

 
MESSAGEBOX
(
"Hello World"
)

```

### Oggetti
```
* Stampa in una finestra specifica

loForm
 = 
CREATEOBJECT
(
"HiForm"
)

loForm
.Show
(1)

DEFINE
 CLASS Hi
Form
 AS 
Form

    
AutoCenter
   = 
.T.

    
Caption
      = 
"Hello, World"

    
ADD
 OBJECT lblHi as 
Label
 
;

        
WITH
 Caption = 
"Hello, World!"

ENDDEFINE

```

```
loMine
 = 
CREATEOBJECT
(
"MyClass"
)
? loMine.cProp1               
&& Questo funziona (la doppia e commerciale indica un commento fino a fine riga)

? loMine.cProp2               
&& Errore: la proprietà CPROP2 è nascosta esternamente.

? loMine.MyMethod1()          
&& Questo funziona

? loMine.MyMethod2()          
&& Errore: la proprietà MYMETHOD2 è nascosta esternamente.

DEFINE
 CLASS MyClass AS 
Custom

    
cProp1
 = 
"My Property"
    
&& Questa è una proprietà pubblica

    
HIDDEN
 cProp2             
&& Questa è una proprietà privata (nascosta)

    
dProp3
 = {}               
&& Un'altra proprietà pubblica

    
PROCEDURE
 Init()          
&& Costruttore della classe

        
This
.cProp2 = 
"This is a hidden property."

    
PROCEDURE
 dProp3_Access   
&& Il Getter è identificato dal tag "_Access" nel nome

        
RETURN
 
DATE
()

    
PROCEDURE
 dProp3_As
sign
(vNewVal)     
&& Il Setter è identificato da tag "_Assign" nel nome

        
IF
 
VARTYPE
(vNewVal) = 
"D"

            
THIS
.dProp3 = vNewVal
        
ENDIF

    
PROCEDURE
 MyMethod1()
    
* Metodo pubblico che chiama un metodo nascosto che restituisce

    
* il valore di una proprietà nascosta.

        
RETURN
 
This
.MyMethod2()

    
HIDDEN
 PROCEDURE MyMethod2()  
&& Questo è un metodo privato (nascosto)

        
RETURN
 
This
.cProp2

ENDDEFINE

```

- VFP ha una libreria estesa di classi predefinite ed oggetti visuali che sono accessibili nel IDE da un foglio di proprietà (inclusi i Metodi),[1] in modo che sia necessario scrivere un codice completo che definisca una classe ed i suoi oggetti solamente in casi molto particolari e la scrittura di framework di grandi sistemi.

### Gestione dei Dati
Il linguaggio offre un nutrito gruppo di comandi dedicati alla manipolazione di un database.
L'indice dei comandi in VFP9 accessibile dal menù "Aiuto" contiene centinaia e centinaia di comandi e funzioni. 
Gli esempi in basso mostrano come scrivere codice per la creazione e l'indicizzazione di tabelle, comunque VFP ha schermate di creazione visuale di tabelle e database che creano tutto senza la necessità di scrivere codice.
```
 
* Crea una tabella

 
CREATE
 TABLE randData (iData I)

 
* Popola con dati random usando xBase e comandi SQL DML

 
FOR
 i = 1 TO 50
     
APPEND
 BLANK
     
REPLACE
 iData WITH (
RAND
() * 100)

     
INSERT
 INTO randData (iData) VALUES (
RAND
() * 100)
 
ENDFOR

 
* Crea un indice sui dati

 
INDEX
 ON iData TAG iData
 
CLOSE
 DATA       
&& Chiude la tabella

 
* Mostra dati ordinati usando comandi in stile xBase

 
USE
 randData
 
SET
 ORDER TO iData
 
LOCATE
           
&& Al posto di GO TOP. Forza l'uso di indici per trovare TOP  

 
LIST
 NEXT 10     
&& I primi 10

 
GO
 BOTTOM
 
SKIP
 -10
 
LIST
 REST        
&& Gli ultimi 10

 
CLOSE
 DATA

 
* Seleziona i dati ordinati usando i comandi SQL DML

 
SELECT
 * 
;

   
FROM
 randData 
;

   
ORDER
 BY iData DESCENDING

```

### Accesso ODBC usando SQL passthrough
```
 
PRIVATE
 cAuthorID, cAuthorName      
&& Variabili private che ridefiniscono eventuali precedenti variabili globali i private con lo stesso nome

 
LOCAL
 nHnd, nResult                 
&& Variabili locali visibili solo in questa sezione

 
* Connessione ad una sorgente ODBC

 
nHnd
 = 
SQLCONNECT
 (
"ODBCDSN"
, 
"user"
, 
"pwd"
)

 
* Ciclo infinito (l'uscita viene forzata nel codice in caso di errore o al termine delle operazioni)

 
DO
 WHILE 
.T.

     
* Esegue un comando SQL

     
nResult
 = 
SQLEXEC
 (nHnd, 
"USE master"
)
     
IF
 nResult < 0
         
MESSAGEBOX
 (
"MASTER database does not exist!"
)
         
EXIT
  
&& Esce dal ciclo

     
ENDIF

     
* Recupera i dati dal server remoto e li inserisce nel cursore locale

     
nResult
 = 
SQLEXEC
 (nHnd, 
"SELECT * FROM authors"
, 
"QAUTHORS"
)
     
IF
 nResult < 0
         
MESSAGEBOX
 (
"Unable to execute remote SQL SELECT command!"
)
         
EXIT
  
&& Esce dal ciclo

     
ENDIF

     
* Aggiorna un record nella tabella remota usando una query parametrica

     
cAuthorID
     = 
"1001"

     
cAuthorName
   = 
"New name"

     
nResult
       = 
SQLEXEC
 (nHnd, 
"UPDATE authors SET auth_name = ?cAuthorName WHERE auth_id = ?cAuthorID"
)
     
IF
 nResult < 0
         
MESSAGEBOX
 (
"Unable to execute remote SQL UPDATE command!"
)
         
EXIT
  
&& Esce dal ciclo

     
ENDIF

     
* Se arriva a questo punto, abbiamo effettuato tutti i passaggi correttamente

     
EXIT
  
&& Esce dal ciclo incondizionatamente

 
ENDDO

 
* Chiude la connessione

 
SQLDISCONNECT
(nHnd)

```